# ステファノ・コラントゥオーノ
ステファノ・コラントゥオーノ（Stefano Colantuono, 1962年10月23日- ）は、イタリア・ローマ出身の元サッカー選手、現サッカー指導者。現役時代のポジションはDF。

## 経歴
中小クラブでセンターバックを主に務め、1991-92シーズンにはフットサルチームでプレーしていた。
引退後に監督業をスタートし、当時ACペルージャ（セリエA）とカルチョ・カターニア（セリエB）の会長だったルチアーノ・ガウッチに認められて、2003-2004シーズンにはカターニアの監督を務める。2004年にカターニアはガウッチの手から離れるが、翌2004-2005シーズンにはセリエBに降格したペルージャの監督に就任。セリエA昇格を賭けたプレーオフ進出を果たすもトリノ・カルチョに敗れる。その後、クラブは破産しセリエC1に降格処分となった。余談だが、このシーズンのセリエBはトリノもやはり破産でAへの昇格が取り消されたほか、コラントゥオーノの前任者のセルセ・コズミが率いたジェノアCFCがSSCヴェネツィアへの買収工作の発覚で優勝を取り消されて最下位扱いとなりC1に降格となる混乱ぶりであった。
2005-06シーズンよりセリエBのアタランタBC監督に就任し、セリエA昇格に導く。翌シーズンはクリスティアーノ・ドニを中核として健闘し、残留を決める。2007-08シーズンはUSチッタ・ディ・パレルモのマウリツィオ・ザンパリーニ会長より監督に招聘されたが、2007年11月に成績不振で途中解任。後任のフランチェスコ・グイドリンが解任されると2008年3月に呼び戻されたが、翌シーズンはリーグ戦1試合を終えた9月に解任された。
2009年6月、セリエB降格となったトリノFCの監督に任命された。11月29日、成績不振で解任された。2010年1月10日、マリオ・ベレッタの後任としてトリノ監督に復帰したが、昇格を達成できず退任。
2010-11シーズンはアタランタの監督に復帰し、圧倒的な強さを見せつけセリエA昇格に導く。2011-12シーズンは賭博スキャンダル絡みのペナルティーで勝点6減からのスタートとなったが、着実に勝点を積み重ねチームを残留に導いた。その後もセリエA残留に成功していたが、2015年3月に成績不振により解任された。
2015年6月4日、ウディネーゼ・カルチョの監督に就任した。しかしクラブは下位に沈み、翌年3月14日に解任されることが発表された。
2016年11月7日よりセリエBのFCバーリ1908の指揮を執るが、シーズン終了後に同クラブを去った。2017年12月12日、USサレルニターナ1919と1年延長オプション付きで1年半の契約を締結した。

## 監督成績
2022年2月15日現在
| クラブ             | 国           | 就任           | 退任           | 記録 | 記録 | 記録 | 記録 | 記録 | 記録 | 記録 | 記録   |
| クラブ             | 国           | 就任           | 退任           | 試   | 勝   | 分   | 敗   | 得   | 失   | 差   | 勝率   |
| ------------------ | ------------ | -------------- | -------------- | ---- | ---- | ---- | ---- | ---- | ---- | ---- | ------ |
| サンベネデッテーゼ | イタリアの旗 | 2002年3月1日   | 2003年7月1日   | 57   | 30   | 18   | 9    | 85   | 47   | +38  | 052.63 |
| カターニア         | イタリアの旗 | 2003年7月1日   | 2004年7月1日   | 49   | 20   | 14   | 15   | 60   | 54   | +6   | 040.82 |
| ペルージャ         | イタリアの旗 | 2004年7月1日   | 2005年6月30日  | 49   | 25   | 12   | 12   | 64   | 38   | +26  | 051.02 |
| アタランタ         | イタリアの旗 | 2005年6月30日  | 2007年6月7日   | 88   | 42   | 23   | 23   | 133  | 99   | +34  | 047.73 |
| パレルモ           | イタリアの旗 | 2007年6月7日   | 2007年11月26日 | 15   | 5    | 6    | 4    | 18   | 22   | −4   | 033.33 |
| パレルモ           | イタリアの旗 | 2008年3月25日  | 2008年9月4日   | 10   | 3    | 2    | 5    | 10   | 14   | −4   | 030.00 |
| トリノ             | イタリアの旗 | 2009年6月15日  | 2009年11月29日 | 18   | 7    | 5    | 6    | 23   | 17   | +6   | 038.89 |
| トリノ             | イタリアの旗 | 2010年1月10日  | 2010年6月13日  | 25   | 13   | 7    | 5    | 33   | 20   | +13  | 052.00 |
| アタランタ         | イタリアの旗 | 2010年6月14日  | 2015年3月4日   | 193  | 73   | 48   | 72   | 228  | 238  | −10  | 037.82 |
| ウディネーゼ       | イタリアの旗 | 2015年6月4日   | 2016年3月14日  | 32   | 10   | 6    | 16   | 32   | 48   | −16  | 031.25 |
| バーリ             | イタリアの旗 | 2016年11月7日  | 2017年6月13日  | 29   | 9    | 10   | 10   | 26   | 29   | −3   | 031.03 |
| サレルニターナ     | イタリアの旗 | 2017年12月12日 | 2018年12月18日 | 41   | 13   | 12   | 16   | 48   | 55   | −7   | 031.71 |
| サレルニターナ     | イタリアの旗 | 2021年10月17日 | 2022年2月13日  | 16   | 2    | 3    | 11   | 11   | 37   | −26  | 012.50 |
| 合計               | 合計         | 合計           | 合計           | 622  | 252  | 166  | 204  | 771  | 718  | +53  | 040.51 |